# 태국 군주
타이 왕국 군주(태국어:  พระมหากษัตริย์ไทย)는 태국의 국가원수이다. 군주의 호칭은 마하랏(국왕)이나 폐하라고 불린다. 2016년 10월 13일 이후로 현재까지 차크리 왕조의 마하 와치랄롱꼰(라마 10세)이 재임 중이다.

## 역사

### 기원
현재의 태국 왕위 개념은 800년간의 절대 통치를 통해 진화되었다. 통일된 태국의 첫 번째 왕은 1238년 수코타이 왕국의 시조, 시 인터라티 왕이다.
이 초기 왕권의 사상은 힌두교와 상좌부 불교 신앙에서 파생된 두 가지 개념에 기초한다고 한다. 첫 번째 개념은 "크샤트리야"의 베딕-힌두 카스트 즉, 왕이 군사력에서 힘을 얻는 전사 룰러에 바탕을 두고 있다.

## 사진

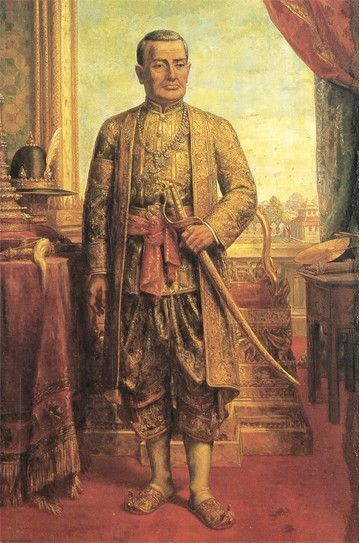
차크리 왕조의 초대 군주인 라마 1세

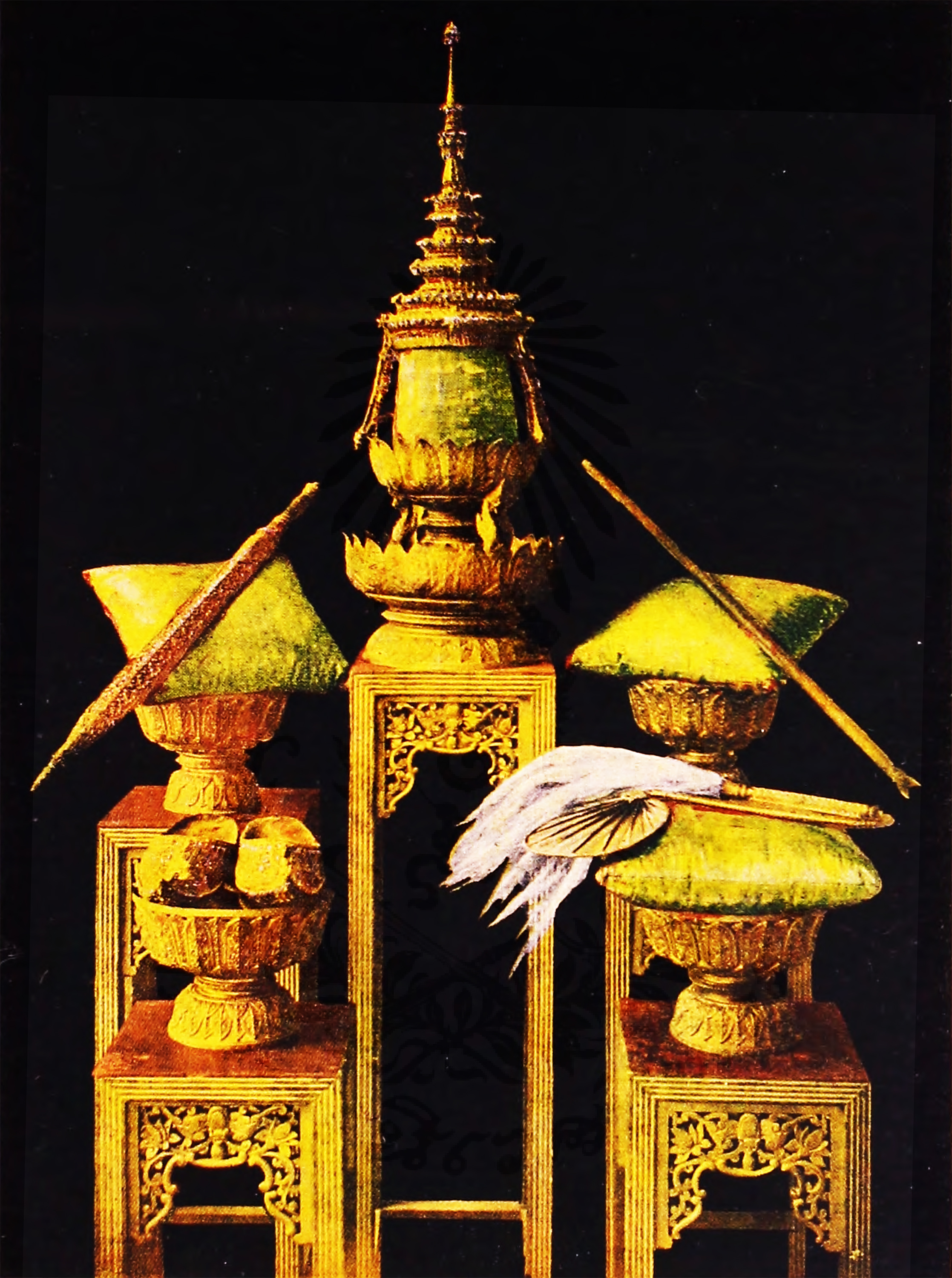
태국의 다섯가지 보물 (태국 군주가 즉위할 때 사용)

## 같이 보기
- 태국의 군주 목록
- 태국의 총리
- 태국 정부
- 태국 왕실